# Phytomyptera aurocrista
Phytomyptera aurocrista là một loài ruồi trong họ Tachinidae.